# جون إليس (لاعب كريكت بريطاني)
جون إليس (10 نوفمبر 1864 - 1 ديسمبر 1927) (بالإنجليزية: John Ernest Ellis)‏ هو لاعب كريكت بريطاني.